# 交響曲第61番 (ハイドン)
交響曲第61番 ニ長調 Hob. I:61 は、フランツ・ヨーゼフ・ハイドンが1776年に作曲した交響曲。

## 成立年代
本作は、残された自筆原稿から1776年に作曲されたことが確定されている。ジェームズ・ウェブスターによると、1776年4月にエステルハージ家にフルート奏者が雇われているため、それ以降の作品と考えられるという。1770年以前に書かれた第41番以来、久しぶりにフルート入りの交響曲が書かれた。

## 編成
フルート、オーボエ2、ファゴット2、ホルン2、ティンパニ、弦五部。

## 曲の構成
- 第1楽章 ヴィヴァーチェ
ニ長調、4分の4拍子、ソナタ形式。
お使いのブラウザーでは、音声再生がサポートされていません。音声ファイルをダウンロードをお試しください。
第43番『マーキュリー』と同様に、第1主題の最初の1音だけが全奏による。途中、弦のピッツィカートの上を管楽器が8分音符を奏でる部分が印象的である。2回目に管楽器によって同じ音型が出てくる際には、今度は弦楽器が半音階を演奏する。

- 第2楽章 アダージョ
イ長調、4分の3拍子、ソナタ形式。
お使いのブラウザーでは、音声再生がサポートされていません。音声ファイルをダウンロードをお試しください。
弱音器をつけたヴァイオリンによって、しっとりした主題が演奏される。

- 第3楽章 メヌエット：アレグレット – トリオ
ニ長調、4分の3拍子。
お使いのブラウザーでは、音声再生がサポートされていません。音声ファイルをダウンロードをお試しください。
お使いのブラウザーでは、音声再生がサポートされていません。音声ファイルをダウンロードをお試しください。
やや長めのメヌエット。トリオ部分はオーボエの独奏と弦楽器による。

- 第4楽章 プレスティッシモ
ニ長調、8分の6拍子、ロンド形式。
お使いのブラウザーでは、音声再生がサポートされていません。音声ファイルをダウンロードをお試しください。
非常に速い舞曲である。